# Bruno Berglund
Bruno Berglund, né le 13 février 1947, est un copilote de rallyes et de rallyes-raids suédois.

## Biographie
Sa première apparition internationale a lieu en 1972 lors du RAC Rally, aux côtés de Sören Nilsson sur Opel Ascona.
Il participe aux épreuves du WRC durant 22 années de 1977 à 1998 (alors âgé de 51 ans). Il dispute ainsi 75 courses en compétitions mondiales (obtenant 10 podiums), avec une dizaine de marques automobiles différentes.
Il est successivement le copilote du norvégien John Haugland (1977), et de ses propres compatriotes Anders Kulläng (1977 à 1982), Per-Inge (PI) Walfridsson (1982), Per Eklund (1985) et Stig Blomqvist (1986 et 1987), puis il reste le plus souvent fidèle au finlandais Ari Vatanen  (de 1988 à 1993 en rallye sur Mitsubishi puis Subaru, et de 1987 à 1991 en rallye-raid pour le Groupe PSA cette fois).
Il a également l'occasion de naviguer avec Guy Fréquelin au Rallye Safari en 1984, ainsi qu'avec l'allemand Erwin Weber au Tour de France automobile la même année, lors des deux évènements sur une Opel Manta 400. Il côtoie aussi Hannu Mikkola en 1993 lors du rallye de Finlande.

## Palmarès

### Rallyes
- Rallye de Suède (victoire en Championnat du monde des rallyes et ERC) en 1980 avec A. Kulläng, sur Opel Ascona 400;
- Rallye du sud de la Suède (ERC) en 1986 avec S.Blomqvist, sur Ford RS200;
- Rallye Audi Sport (UK National) en 1986  avec S.Blomqvist, sur Ford RS200;

Podiums en WRC:
- 2e du RAC Rally, en 1987, 1992 et 1993;
- 2e du rallye de Finlande, en 1990;
- 2e du rallye d'Australie, en 1993;
- 3e du rallye de Suède, en 1977;
- 3e du rallye Molson du Québec, en 1978;
- 3e du rallye d'Argentine, en 1986;
- 3e du rallye de Finlande, en 1987;

### Rallyes-raids (victoires avec Ari Vatanen)
- 4 Rallye des Pharaons: 1987, 1988, 1989 et 1991, sur Peugeot 205 Turbo 16 (1), Peugeot 405 Turbo 16 (2), et Citroën ZX Rallye-raid (1);
- 3 Rallye Dakar: 1989, 1990 et 1991, sur Peugeot 405 T16 (2), et Citroën ZX Rallye-raid (1);
- 2 Baja España-Aragón: 1988, sur Peugeot 405 T16, et 1990, sur Citroën ZX Rallye-raid;
- Rallye de l'Atlas: 1988, sur Peugeot 405 T16;
- Rallye de Tunisie: 1988, sur Peugeot 405 T16;

#### Autres participations au Paris-Dakar
- 1984, pilote de Peter Fischer et Ronnie Gardsfeldt sur camion Bedford TM - 4 X 4[1];
- 1985, pilote d'Erwin Weber, sur Opel Manta (côtoyé au tour auto un an auparavant)[2];
- 1988, copilote de Ari Vatanen, sur Peugeot 205 T16;
- 1992, copilote d'Ari Vatanen, sur Citroën ZX RR (5e).